# Sheila Ingram
Sheila Rena Ingram (ur. 23 marca 1957 w Waszyngtonie, zm. 1 września 2020) – amerykańska lekkoatletka specjalizująca się w biegach sprinterskich, uczestniczka letnich igrzysk olimpijskich w Montrealu (1976), srebrna medalistka olimpijska w biegu sztafetowym 4 × 400 metrów.

## Sukcesy sportowe
- wicemistrzyni Stanów Zjednoczonych w biegu na 400 metrów – 1976[2]

| Rok  | Miasto   | Zawody               | Konkurencja                      | Wynik                    |
| ---- | -------- | -------------------- | -------------------------------- | ------------------------ |
| 1976 | Montreal | Igrzyska olimpijskie | sztafeta 4 × 400 m bieg na 400 m | srebrny medal 6. miejsce |

## Rekordy życiowe
- bieg na 400 metrów – 50,90 – Montreal 28/07/1976